# Pflegeskandal
Pflegeskandal ist ein Schlagwort, das in Medienberichten über Fälle von Vernachlässigung, Misshandlung oder wiederholter Verletzung der Berufspflichten von Pflegepersonal beziehungsweise deren administrativer Leitung gegenüber Patienten und pflegebedürftigen Personen benutzt wird. Es kann sich ebenfalls auf systematisch herbeigeführte Schädigungen von Patienten in Kliniken, Altenheimen bzw. von Kunden in der ambulanten Pflege beziehen.

## Der Begriff
In Schlagzeilen von Zeitungen und anderen Medien wird das Wort nicht einheitlich verwendet. Es kann sich dabei um Einzeltaten oder um einen wiederholt auftretenden gravierenden Mangel in einer Institution handeln. Dabei wird in vielen Artikeln gleichzeitig die Vorstellung vermittelt, dass die jeweilige Institution nicht alles ihr Mögliche getan habe, um diese massiven Pflegefehler bzw. die Straftaten zu verhindern. Es geht bei diesem Begriff also um das Zusammentreffen von individuellem und kollektivem Fehlverhalten, das in der Öffentlichkeit Zweifel auslöst, ob die pflegerische Einrichtung nicht gerade das Gegenteil der Fürsorglichkeit bewirke, die von ihr erwartet und von ihr in der Regel auch geleistet wird.
Besonders chronisch Kranke und Senioren fallen derartigen Missständen leicht zum Opfer, da sie in einem besonders ausgeprägten Abhängigkeitsverhältnis zum Pflegepersonal stehen. Wenn sie auf sich allein gestellt sind und keine Angehörigen oder Betreuer für sie aktiv werden, könnten Vernachlässigung oder gar Straftaten ihnen gegenüber unentdeckt bleiben. Sie selbst rufen meist nicht die Polizei und klagen nur selten vor Gericht. An Demenz erkrankte Personen, die seit dem Jahr 2000 über 60 Prozent der Bewohnerschaft von Pflegeheimen ausmachen, stehen einem eventuellen Fehlverhalten der pflegenden Institution und des Personals besonders hilflos gegenüber. Kaum ein Jahr vergeht, ohne dass nicht irgendwo im deutschen Sprachraum über mindestens einen Fall von massiven „Mängeln“ oder gar Verbrechen in einem Altenheim, einer Klinik berichtet wird. Dagegen war es im September 2007 eine Ausnahme in der Presselandschaft, dass und wie über strukturelle Mängel in einer größeren Zahl von Pflegeheimen oder ambulanten Diensten berichtet und diskutiert wurde (Bericht des MDK über Pflegequalität als Auslöser).

## Strukturelle Defizite
Es gibt strukturelle Defizite im Gesundheitswesen. Als Hauptursache dafür wird im Pflegebereich chronischer Personalmangel genannt: Während es in früheren Jahren zu wenige ausgebildete Pflegekräfte in Deutschland gab und als Pflegenotstand bezeichnet wurde, so werden heute meist zu geringe Personalzuweisungen (Personalschlüssel, -untergrenzen) als Folge einer unzureichenden allgemeinen Finanzierung des Gesundheitswesens, insbesondere im Bereich der Pflegeversicherung für Mängel in der Pflege verantwortlich gemacht. In diesen Bereich gehört auch die Diskussion um das Schlagwort Sozialabbau. Gelegentlich greift die Heimaufsicht bei bereits bekannten Mängeln aber zu spät ein.
Darüber hinaus dürfen in Pflegeheimen laut dem jeweiligen Heimgesetz Pfleger ohne eine entsprechende dreijährige Fachausbildung tätig sein, wenn die Fachkraftquote ansonsten mindestens zur Hälfte erfüllt ist.
Dies und die häufig geltend gemachte ungenügende fachliche Anleitung dieser Pflegehelfer durch ausgebildetes Personal führt nicht selten zu einer Verringerung der Qualität in der Pflege und zu so genannten Pflegefehlern. Wenn beispielsweise in Pflegeheimen Menschen Druckgeschwüre erleiden, die fachlich falscher oder unterbliebener Lagerung geschuldet sind, ist dafür möglicherweise die zeitliche und fachliche Überforderung des Personals die Ursache. Daher werden in solchen Fällen in der Regel nicht einzelne Pflegekräfte beschuldigt; Juristen sprechen dann von einem Organisationsversagen, wenn die Institution zu geringe Vorsorge gegen derartige Fehlleistungen trifft.
Vergleichbar wurde in den vergangenen Jahren durch den medizinischen Dienst der Krankenversicherungen (MDK) in Berichten zur Pflegequalität bemängelt, dass zu viele Menschen in Pflegeheimen unterernährt seien oder zu wenig Flüssigkeit zugeführt bekämen.
Immer wieder berichten Pflegekräfte oder Angehörige auch von alten Menschen, die mangels Personal viele Stunden in ihrem Kot und Urin liegen müssen, oder von Personen, die ohne richterlichen Beschluss in ihren Betten angebunden (fixiert) werden, eine Handlungsweise, die juristisch gesehen den Tatbestand der Freiheitsberaubung erfüllt. Da die jeweilige Heimleitung davon eigentlich Kenntnis haben sollte, könne sie nicht ohne weiteres den einzelnen Pflegenden hierfür die juristische Schuld zuweisen. Die Heimleitungen werden deshalb selbst als ein Teil der strukturellen Defizite benannt, weil ihre Ausbildung und berufliche Erfahrung nur auf einem niedrigen Niveau vorgeschrieben ist.
Kliniken und Pflegeeinrichtungen müssen wie Ärzte ihre pflegerischen Handlungen – und somit auch ihre Unterlassungen – dokumentieren, damit zunächst die Weiterbehandlung gesichert wird, aber auch damit spätere Kontrollen möglich sind. In den letzten zehn Jahren wurde allerdings wiederholt darüber diskutiert, ob diese Dokumentationspflicht sinnvoll ausgestaltet ist oder nicht. Es gab den Vorwurf, dass sie oder bestimmte Ausprägungen unnötig Arbeitskraft bänden.

## Individuelle Fehlhandlungen
Wenn eine Krankenschwester oder ein Altenpfleger Patienten bestiehlt, beschimpft oder gar misshandelt, ist das deren individuelles kriminelles Handeln. Es wurde nicht angeordnet oder auch nur geduldet. Unterlassene Hilfeleistung oder Diebstahl in Pflegeeinrichtungen ist aber nicht nur ein Aufklärungsproblem, sondern bedeutet einen Vertrauensbruch zwischen gepflegter Person und der Institution. Überdeutlich wird dies bei jeder Form von Gewalt in der Pflege. Im Extremfall eines Mordes wird immer wieder der zwiespältige Begriff „Todesengel“ strapaziert. Es ist hier zu fragen, warum es in Einzelfällen immer wieder möglich ist, dass solche Taten in einer Institution, in der viele Personen eng zusammenarbeiten, unentdeckt bleiben können.
Auf der Suche nach Täterprofilen ist die Kriminalistik und die Psychologie inzwischen so weit zu sagen, dass es die klar abgrenzbare Tätergruppe nicht gibt. Vorsorge kann also nicht über frühzeitige Identifizierung von Tätern erfolgen, sondern nur über Prophylaxe bei potentiellen Opfern. Das kann im Bereich der professionellen Pflege durch die Ausbildung, Fortbildung der Pflegenden oder z. B. der menschenwürdigen Gestaltung des Heimalltags geschehen.
Entgegen älteren Annahmen von geringerem Umfang fanden Roth und Hormolova 2004 für NRW, dass 1/4 bis 1/3 der Pflegekräfte in Heimen körperliche Misshandlungen für sich oder andere bestätigen. Unangemessene Freiheitseinschränkungen würden zwischen ca. 5 % bis 28 % der Pflegekräfte als eigene oder beobachtete Handlungen bejahen. Gewalthandlungen in der häuslichen Umgebung wurden deutlich weniger, zwischen 5 und 15 %, angegeben. Die Autoren schließen allerdings ein Dunkelfeld dabei nicht aus.
Die Anhörungspflicht des Richters bei freiheitsentziehenden Maßnahmen
Nach Pressemeldungen der Staatsanwaltschaft Stuttgart vom 22. August 2008 und weiteren Meldungen vom 14. November 2008 ist ein Nürtinger Vormundschaftsrichter wegen Rechtsbeugung nach § 339 StGB zu dreieinhalb Jahren Haftstrafe verurteilt worden. Der Verurteilte habe in einer Vielzahl von Fällen gegen betreute in Senioren- und Pflegeheimen befindliche Personen ohne die gesetzliche Anhörung freiheitsentziehende Maßnahmen angeordnet. Dies kann aber in der Regel nicht ohne Kenntnis der verantwortlichen Pflegekräfte geschehen sein.

## Die Grauzone Sterbehilfe
Die Selbsttötung wird in der Bundesrepublik nicht bestraft. Wer andere tötet, auch mit der im Strafverfahren vorgebrachten Entschuldigung, es aus Mitleid getan zu haben, muss durch den Staatsanwalt und später durch das Gericht mit einer genauen Prüfung der Umstände und seiner Motive rechnen. Weil es in der Bundesrepublik keine rechtlichen Bestimmungen gibt, die Sterbehilfe in klar umrissenen Grenzen erlaubt, wird Ärzten oder Pflegekräften, die sich daran beteiligen, in der Öffentlichkeit fast regelmäßig dies als strafmildernd zugestanden.
Dabei wird in der Presse oft der Unterschied zwischen der Tötung einer dem Täter gut bekannten Person als Einzelhandlung einerseits und Serientaten oder Tötungen bzw. Morde von professionellen Pflegekräften, evtl. auch um andere strafbare Handlungen dieser Täter zu verdecken, andrerseits übersehen. Das Motiv Mitleid kann von einer professionellen Pflegekraft jedoch nicht bei „Opfern“ geltend gemacht werden, die sie noch gar nicht persönlich kennen kann.

## Mängel bei der Aufsicht über die Heime
Der „Medizinische Dienst der Krankenversicherungen“ legt bei hilfsbedürftigen Älteren bzw. bei  pflegebedürftigen Personen die Pflegestufe fest und prüft zudem die Qualität von Heimen neben der sogenannten staatlichen „Heimaufsicht“, von der evtl. jahrelang nichts zu hören ist. Werden dabei erhebliche Missstände festgestellt und deren Abhilfe vom Heimbetreiber verlangt, erfahren die Öffentlichkeit oder Angehörige von dort gepflegten Personen zunächst gar nichts davon. Die Prüfer durften ihre Berichte laut Gesetz bislang nicht veröffentlichen. Erst mit der Einführung der Transparenzberichte und der damit einhergehenden Benotung nach dem „Schulnotenprinzip“ wurden diese Feststellungen der Öffentlichkeit zumindest teilweise zugänglich. Die Heime dürfen zu den Berichten der Heimaufsicht/MDK Stellung nehmen. So bleiben die einzelnen Berichte nicht mehr länger nur vertraulich zwischen den Pflegekassen, der Kreisbehörde, dem Heimverband und dem Heimbetreiber.
Immer noch sind die meisten regulären Besuche vom Medizinischen Dienst und Heimaufsicht angekündigte Begehungen von Stationen, auf denen oft tagelang vom Personal in zusätzlichen Überstunden „klar Schiff“ gemacht wird (in 72 bis 87 Prozent). Dokumentationen können ergänzt, Speisenvorräte auf Hygienemängel überprüft, Medikamentenschränke und Rezepte miteinander abgeglichen werden.
Pflegemitarbeiter, die sich bei Missständen an diese Aufsicht wenden, müssen nicht nur mit dem Verlust ihres jetzigen Arbeitsplatzes rechnen, sondern Angst haben, als „schwarze Schafe“ keine neue Beschäftigung zu finden. Das geht so weit, dass selbst Juristen in Bezug auf die Pflege beklagen, dass es für „Whistleblower“ im Vergleich zu den USA nur geringen Rechtsschutz gibt.
Da in der Bundesrepublik eine Leichenuntersuchung nur als Ausnahmefall vorgenommen wird, gibt es keine wissenschaftlich überprüfbaren Zahlen über die Häufigkeit von kriminellen Handlungen direkt vor dem Tod einer in Institutionen gepflegten Person.
Der Heimbeirat/Heimfürsprecher nach dem deutschen Heimgesetz ist nicht so unabhängig wie ein Ombudsmann in anderen Ländern, da in der Regel eine ihm nahestehende Person im Heim lebt oder gelebt hat. Ein weiterer Vorschlag betrifft deshalb die Schaffung eines bundesweiten Angebots von anbieterunabhängigen Beratungs- und Krisentelefonen für ältere Menschen. Es gibt sie bislang lediglich in Bonn, München, Kiel und Berlin, zum Teil als Hilfsangebot von Vereinen und teilweise unterstützt durch das Sozialministerium eines Landes.

## Bekannt gewordene Skandale (Auswahl)
Bei den hier aufgeführten Beispielen handelt es sich um eine Auswahl von Fällen, die überregional oder international bekannt wurden (siehe auch Kategorie Patientenmörder).
- Der US-amerikanische Serienmörder Donald Harvey wurde 1987 für insgesant 37 Morde an alten und chronisch kranken Patienten verurteilt, die er ab 1970 in Cincinnati und Kentucky begangen hatte. Er selbst starb 2017, nach einem Angriff von Mitgefangenen im Gefängnis.[24]
- 1989: Die Krankenschwester Michaela Roeder wurde vom Landgericht Wuppertal zu elf Jahren Freiheitsstrafe wegen Totschlags in fünf Fällen, fahrlässiger Tötung und Tötung auf Verlangen in je einem Fall verurteilt. Sie war von 1978 bis 1989 war sie als Krankenschwester und später Vertreterin des Oberpflegers auf der chirurgischen Intensivstation des Klinikverbundes St. Antonius und St. Josef in Wuppertal tätig gewesen.[25]
- 1991: Verurteilung vier Hilfspflegerinnen, von der Presse als „Todesengel von Lainz“ wegen vielfachen Mordes in Wien.
- Im Juli 1993 wurde der Krankenpfleger Wolfgang Lange, der im Jahr 1990 in Gütersloh zehn alte, schwerkranke Patienten durch Luftinjektionen getötet hat, vom Landgericht Bielefeld wegen Totschlags zu einer Freiheitsstrafe von 15 Jahren verurteilt.[26]
- 2001 – Ein ehemaliger Altenpfleger Olaf Däter tötete in Bremerhaven binnen zehn Tagen fünf Rentnerinnen aus Habgier. Der Pfleger war wegen Unterschlagung entlassen worden, was seinen Opfern jedoch nicht bekannt war. Däter wurde gefasst, nachdem sein letztes Opfer seinen Angriff am 14. Juni 2001 überlebt hatte. Das Landgericht Bremen verurteilte ihn zu lebenslanger Haft unter Feststellung der besonderen Schwere der Schuld.[27]
- Das Luzerner Kriminalgericht verurteilte 2005 den 36-jährigen Krankenpfleger Roger Andermatt wegen Mordes in 22 Fällen, sowie drei Mordversuchen und zwei unvollendeten Mordversuchen, zu lebenslanger Haft. Seine Opfer waren demenzkranken Menschen im Alter von 66 bis 95 Jahren, die ihm zwischen 1995 und 2001 begegnet waren. Die Taten wurden aufgedeckt, nachdem die Heimleitung eines Pflegeheimes nach auffälliger Häufung von Todesfällen die Untersuchungsbehörden eingeschaltet hatte.
- 2003 – In den USA wurde der Krankenpfleger Charles Cullen für den Mord an 30 Patienten verurteilt, die er – zwischen 1988 und 2003 – in verschiedenen Krankenhäusern in New Jersey und Pennsylvania getötet hatte.[28]
- In den Jahren 2003 und 2004 vergiftete der Krankenpfleger Stephan Letter zwölf Männer und 17 Frauen im Alter zwischen 40 und 94 Jahren in Sonthofen. Er wurde vom Landgericht Kempten wegen Mordes in 12 Fällen, sowie 15-fachem Totschlag zu lebeslanger Haft verurteilt.[29]
- Im Sommer 2003 wurden vier weibliche Täterinnen schuldig gesprochen, die von der Presse als Todesengel von Lainz bezeichnet wurden. Sie wurden in Wien für eine Reihe von Morden verurteilt, die sie zwischen 1983 und 1989 als Stationshilfen in der Klinik Hietzing verübt hatten.[30]
- Die 27-jährige Pflegeassistentin Michaela G. war in einem Pflegeheim in Bonn aufgefallen, nachdem sich im Jahr 2005 Todesfälle in ihrer Dienstzeit gehäuft hatten. Am Landgericht Bonn wurden insgesamt neun Todesfälle von Frauen beurteilt, die im Alter zwischen 79 und 93 Jahren verstorben waren. Das Urteil lautete  lebenslängliche Haft für vierfachen Mord, vierfachen Totschlag und eine Tötung auf Verlangen.[31]
- Die Krankenschwester Irene Becker wurde, für den Tod von fünf Patienten auf der kardiologischen Station der Berliner Charité (in den Jahren 2005 und 2006) schuldig gesprochen. Sie war in insgesamt acht Fällen angeklagt worden. Ihre Opfer hatte sie unter anderem mit Hilfe von einer Überdosis Nitroprussid getötet.[28][32]
- Der Krankenpfleger Niels Högel wurde 2015 für insgesamt 85 Morde an Patientinnen und Patienten zu lebenslanger Haft verurteilt, die er von 1999 bis Mitte 2005 in Oldenburg und Delmenhorst verübt hatte.[33]

## Folgen von einzelnen Pflegeskandalen
Nach einem Skandal stellt sich immer auch die Frage, wieweit danach für die Zukunft ähnlichen Schadenssituationen vorgebeugt wurde bzw. werden konnte. Skandale üben so auch eine Präventivwirkung aus. In der Pflege gab und gibt es nach den oben geschilderten Skandalen einzelne Veränderungen der Regeln zur Heimaufsicht und der Pflegegesetze, die inzwischen weitere Dokumentationspflichten im Rahmen der Qualitätssicherung vorsehen als früher.
Im April 1999 wurde in Bonn die erste verbandsübergreifende Initiative gegen Gewalt in Pflegeeinrichtungen in Deutschland gegründet, die mit einem gemeinsamen Memorandum Menschenwürde in der stationären Altenpflege – (K)ein Problem. Memorandum 1999 15 Verbesserungen in der Alltagsarbeit von Pflegeheimen aber auch bei der Pflegeforschung und von politischen Instanzen einforderte. Träger waren u. a. der Sozialverband Reichsbund e. V., Bonn und das Kuratorium Deutsche Altershilfe. Köln. Diese Initiative wies auch auf den in Deutschland bestehenden Forschungsbedarf zu dem Thema hin, der bisher nur in den USA seit 1988 durch eine staatlich geleitete Institution nachgegangen wird.
In dem Fall Lainz II (Österreich) kam es nach der Einführung einer weiteren Kontrollinstanz mit einigem zeitlichen Abstand aber auch wieder zu deren Abschaffung (Pflegeombudsmann Wien). Teilweise auf privater Basis kam es seither fast bundesweit zur Einführung von Beschwerdestellen und Nottelefonen.
Seit dem Frühjahr 2001 muss sich die Bundesrepublik Deutschland wegen der Missstände vor der UNO verantworten.
2006 kam es zum ersten World Elder Abuse Awareness Day (15. Juni, erster Mahntag gegen Missbrauch und Gewalt an älteren Personen).
- Siehe dazu auch: Pflegefehler und deren juristischen Bearbeitung im Sinne des Zivil- bzw. Strafrechts

## Abgrenzung des Begriffs von der Gewaltanwendung durch Patienten
Die Abgrenzung des Begriffs „Pflegeskandal“ oder des Begriffs „Gewalt in der Pflege“ von Formen der Gewaltanwendung, die von Patienten ausgehen, ist sinnvoll. Es gibt Störungen des Verhaltens von Patienten, die mit Aggressionen oder Gewalttätigkeiten des Patienten / der gepflegten Person einhergehen. Zum Teil liegt das an psychotischen oder schizoiden Erkrankungen. Bei dementen Personen können regressive Entwicklungen auch zu überschießender Gewaltausübung gegen Pflegepersonal beitragen. Dem allen liegen Situations- und Personenverkennung im Rahmen von wahnhaftem Erleben und Halluzinationen der Patienten zugrunde. Die Fremdgefährdung oder gar das gewalttätige Verhalten kann auch andere Patienten / Mitbewohnerinnen im Pflegeheim etc. betreffen. Sie sind, soweit das vorab bekannt ist, vor solchen Gefährdungen und Schäden zu schützen.
Es kommt nicht nur zu verbal von der Norm abweichendem Verhalten, sondern kann bis zu gezielten Angriffen auf Gesundheit und Leben der professionellen Pflegekräfte gehen. Im Rahmen einer psychiatrischen Krankenversorgung ist der Umgang des Pflegepersonals damit zu trainieren und isolierte Situationen mit solchen Patienten sind strikt zu vermeiden. Das frühzeitige Erkennen von Auslösern aggressiven Verhaltens gehört zu den notwendigen Kenntnissen der Pflegekräfte. Aber diese Gewaltausübungen sind mit den Begriffen „Pflegeskandal“ oder „Gewalt in der Pflege“ regelmäßig nicht abgedeckt. Sie sollten zur Eindeutigkeit der Verhaltensbeschreibungen damit begrifflich auch nicht vermengt werden.
Der Arbeitgeber von Pflegepersonal ist verpflichtet, alles zum Schutz seiner Mitarbeiter vor solchen Angriffen frühzeitig zu veranlassen. Der notwendige Selbstschutz der in der Pflege Mitarbeitenden darf aber wiederum nicht zu unkontrollierter Machtausübung und versteckten Gewaltformen führen. Die Gabe von Psychopharmaka anstelle von Fixierungen bedarf derselben richterlichen Überprüfung wie jede Freiheitseinschränkung. Notwehrsituationen sind in der Pflege sehr selten und mit dem hier Beschriebenen nicht gemeint.
Würde Gewaltanwendung, die von Patienten ausgeht, unter dem Begriff Pflegeskandal behandelt oder publiziert, käme es zu einer Verschleierung der an sich ungleichen Lebens- und Machtposition von Pflegenden und gepflegten Personen in einer Institution. Dieses Verhältnis ist normalerweise von einem Hierarchiegefälle zu Ungunsten der Kunden / Patienten geprägt. Nur in Ausnahmefällen werden alte Menschen als Pflegebedürftige die professionell Pflegenden systematisch aus einer Machtposition heraus misshandeln. Mit dem Begriff Pflegeskandal wird aber die Besonderheit der Institution und der dort üblicherweise herrschenden Abhängigkeiten vorausgesetzt.

## Gewalt durch pflegende Angehörige
Gewalt durch pflegende Angehörige kann sowohl psychischer als auch physischer Natur sein.
In einer Umfrage des Zentrums für Qualität in der Pflege gaben vierzig Prozent der pflegenden Angehörigen an, innerhalb der letzten sechs Monate mindestens einmal absichtlich gewaltsam gegenüber der pflegebedürftigen Person gehandelt zu haben. Angehörige, die meinten, keine Zeit für sich selbst oder andere zu haben, gaben häufiger (40 Prozent) an physisch gewalttätig zu werden, als Personen, die diesen Zeitmangel nicht empfanden (26 Prozent). Gründe für die Gewalt durch Angehörige können unter anderem Überforderung oder das Aufbrechen früherer Konflikte sein.

## Anonymisierte Fehlerberichtssysteme
Berichte über einzelne massive Pflegefehler erfolgen entweder im einrichtungsinternen Dokumentations- und Berichtssystem oder über eine Meldung an eine externe Stelle – z. B. an die Polizei oder die Heimaufsicht. Damit wird im günstigen Fall die Regulierung eines Schadens möglich. Im ungünstigen Fall kommt es zu einem Verschweigen. Auch sollte die einzelne Einrichtung Vorkehrungen gegen Wiederholungen treffen. Wie erfolgreich das geschieht, kann nur einrichtungsintern beurteilt werden.
Das Kuratorium Deutsche Altershilfe (KDA) bot seit 2007 Pflegenden mit dem Online-Berichts- und Lernsystem „Aus kritischen Ereignissen lernen“ ein Fehlerberichtssystem an; mit dem Ziel, positive Impulse für die Qualitätsentwicklung der Altenpflege zu geben. Es bot die Möglichkeit, anonym – das heißt, ohne dass eine Rückverfolgung möglich war – kritische Ereignisse aus der Praxis der Altenpflege auch über die Einrichtungsgrenze hinweg zu berichten. Damit wurden Informationen über den eigentlichen Fehler, die sonst nur einer einzigen Person oder Pflegeeinrichtung zugänglich waren, viele Nutzern des Systems und durch Weitergabe auch deren Kollegen zur Verfügung gestellt.
Häufigen Fehlern sollte so ein Handlungsverfahren entgegengesetzt werden können, das erfolgreich den jeweiligen Fehler vermeiden hilft. Das gilt ebenso für gravierende Ereignisse, die für Einzelne oder einzelne Einrichtungen selten sind – es wird möglich, sich mit deren Rahmenbedingungen und einer Prävention vertraut zu machen. Solche Systeme sind im technischen Bereich, z. B. der Luftfahrt, bereits seit Längerem erfolgreich eingeführt.
Neben der Schilderung des jeweiligen Vorfalls konnte auch eine Stellungnahme der (KDA-)Pflegeexperten damit verbunden werden. Allfällig abgegebene Berichte hier ersetzten jedoch keine einrichtungsinterne Pflicht- oder Schadensmeldung und ersetzen auch nicht die Anzeige strafbarer Handlungen gegenüber dem Justizwesen.
Das KDA-Berichts- und Lernsystem steht nicht mehr zur Verfügung. Mittlerweile wurden in Deutschland andere, auch berufsübergreifende Fehlerberichtssysteme (Critical Incident Reporting Systems) eingerichtet.

## Filme
- David Greene: Circle of Violence: A Family Drama (Ein Film über die Gewalt durch pflegende Angehörige)
- Thomas Reutter, Gottlob Schober: Der Pflegenotstand. auf: SWR. (Die Autoren sind den Anrufen des Bonner Notruftelefons nachgegangen. Erstsendung 24. Januar 2005)
- Manfred Uhlig: Tote haben keine Lobby.[44] Zweiteiliger Film 2. Die Altenpflegerin. D, WDR, 45 Min. (Erstsendung 11. Januar 2006)
- Norbert Siegmund: Schwester Tod – Mord auf der Intensivstation. 29 Min, D – RBB Erstausstrahlung 4. Juli 2007 21.45 – 22.15 Uhr. (Das Gerichtsverfahren gegen Krankenschwester der Charité 2007. Dokumentation und Feature, basierend im Wesentlichen auf Äußerungen von K. H. Beine)